# John Adlercron
Tenente Generale John Adlercron (... – Blackrock, 31 luglio 1766) è stato un militare inglese.

## Biografia
Nato in una famiglia ugonotta che si era rifugiata a Dublino alla fine del XVII secolo, Adlercron aveva in seguito intrapreso la carriera militare nell'esericto britannico. Nel 1754 venne inviato in India come ufficiale comandante del 39th (Dorsetshire) Regiment of Foot per proteggere gli interessi della Compagnia britannica delle Indie orientali.
Divenne comandante in capo dell'India in quello stesso anno, oltre a rivestire l'incarico di comandante del Madras Army. Il 16 maggio 1758 venne promosso al rango di maggiore generale, ed il 18 dicembre 1760 a quello di tenente general.
Adlercron morì a causa di un colpo apoplettico nel luglio del 1766 nella sua casa di Blackrock, Dublino.